# Cardo-Torgia
Cardo-Torgià (in corso Cardu è Turghjà) è un comune francese di 40 abitanti situato nel dipartimento della Corsica del Sud nella regione della Corsica.

## Società

### Evoluzione demografica
Abitanti censiti